# Piktogram

Piktogram för nödutgång.

Föråldrat piktogram för märkning av frätande ämnen.

CLP-/GHS-piktogram för frätande ämne.

Ett piktogram (alternativt men mindre specifikt ikon) är en symbol eller ett skrivtecken (ett ideogram) som representerar ett objekt eller begrepp genom en – oftast förenklad – illustration, exempelvis bilden för herr- och damtoalett. Piktogram används på flygplatser och järnvägsstationer eftersom de kan förstås av alla människor oavsett språk eller kultur. Symbolerna för månens faser som ofta förekommer i kalendrar och trafiksymboler är också piktogram.

## ISO 7001
Internationellt förekommande piktogram definieras i en internationell standard (ISO 7001: Public Information Symbols) från Internationella Standardiseringsorganisationen. Några andra vanligt förekommande piktogram är tvättsymboler och kemiska varningsfigurer.

## GHS och CLP
För kemikalier finns dock en ny standard, Globally Harmonized System of Classification and Labelling of Chemicals (GHS). Av avdelning III (3) i Europeiska unionens (EU) CLP-förordning, som gäller i hela EU/EES-området (Europeiska ekonomiska samarbetsområdet) framgår regler för märkning av kemikalier. I korthet ersätts de flesta piktogram med orange bakgrund med liknande symboler fast inskrivna i romber med röd kant. Noteras bör dock att den exakta användningen av piktogrammen förändras. Detta innebär till exempel att vissa kemikalier som tidigare var märkta med orange giftpiktogram nu ska märkas med CLP-piktogram för hälsofarliga ämnen.

### Exempel
|  | Kafeteria eller restaurang |
|  | Toalett                    |